# Afkortzaag

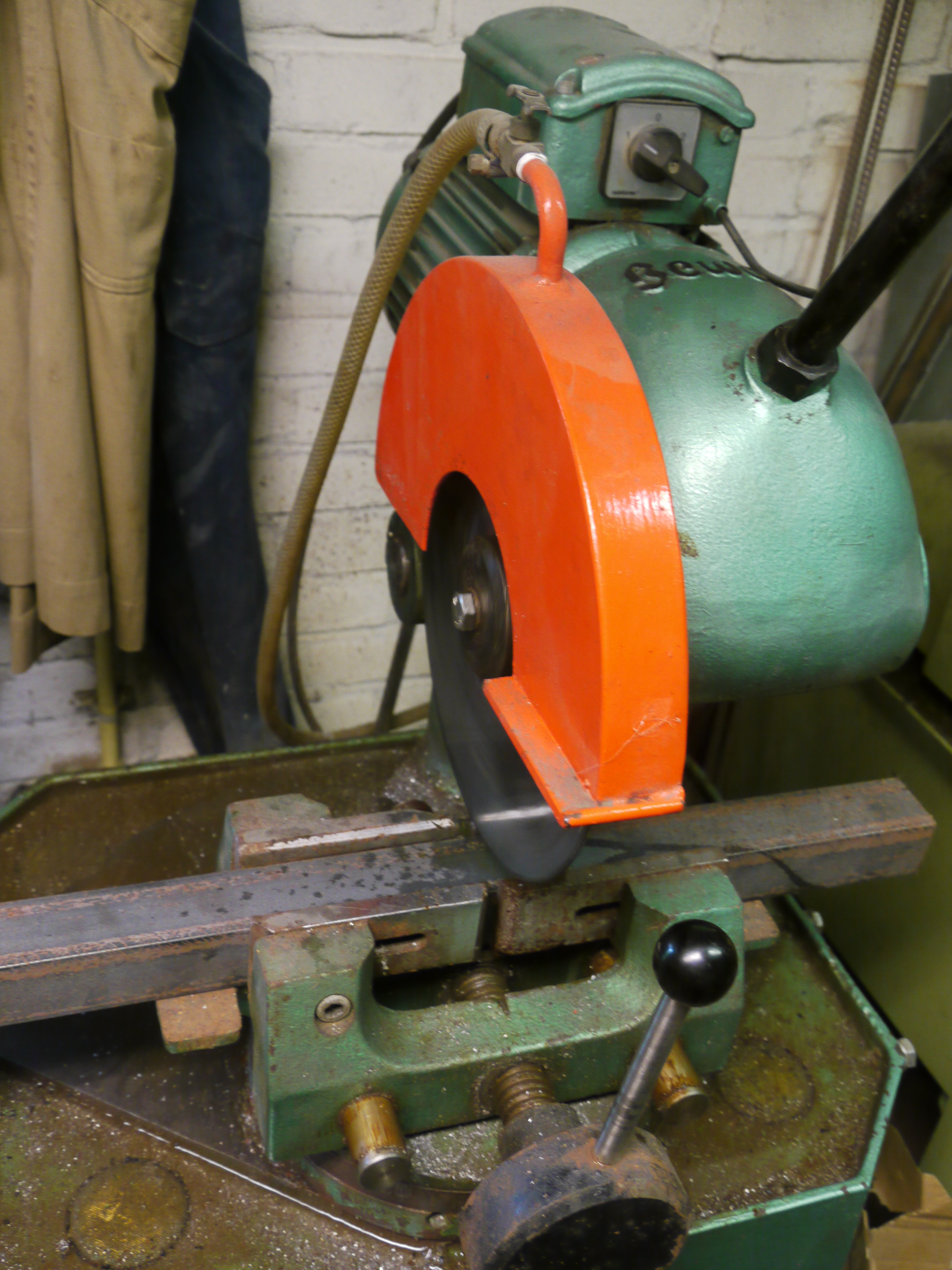
Een watergekoelde afkortzaag voor metaal

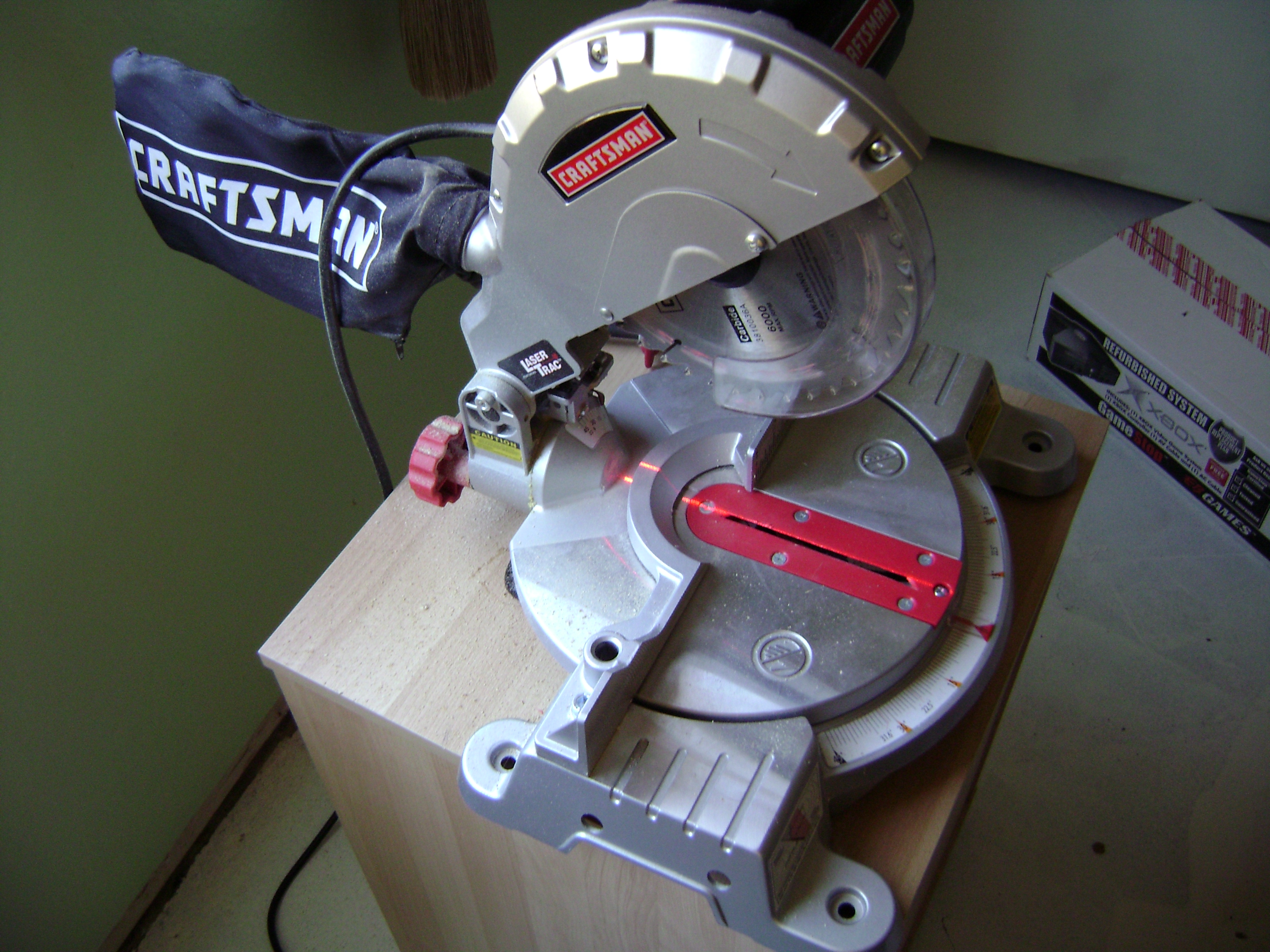
Een afkortzaag voor hout

Een afkortzaag is een gemotoriseerde machine met een cirkelvormig zaagblad, die ontworpen is om staafvormige voorwerpen van hout, kunststof en diverse metalen zoals balken, staven en buizen, in te korten en/of onder een bepaalde hoek verstek te zagen. De functies komen overeen met die van de handbediende verstekzaag, vandaar dat de termen afkortzaag en verstekzaag vaak in één adem worden genoemd. De afkortzaag is familie van de cirkelzaag, ook wel radiaalzaag genoemd.

## Werking
Een afkortzaag bestaat uit een platform met daarop haaks een scharnierbare arm. Aan de arm bevindt zich het zaagblad en een motor die het zaagblad aandrijft. Een afkortzaag kan meestal verticaal en horizontaal 45 graden draaien (dit verschilt per type). Veel afkortzagen maken gebruik van een laser die aangeeft waar de zaagsnede zal komen. Afkortzagen die gebruikt worden voor het zagen van dik metalen materiaal zijn vaak voorzien van waterkoeling: er stroomt tijdens het zagen continu koelvloeistof over het zaagblad en het werkstuk.

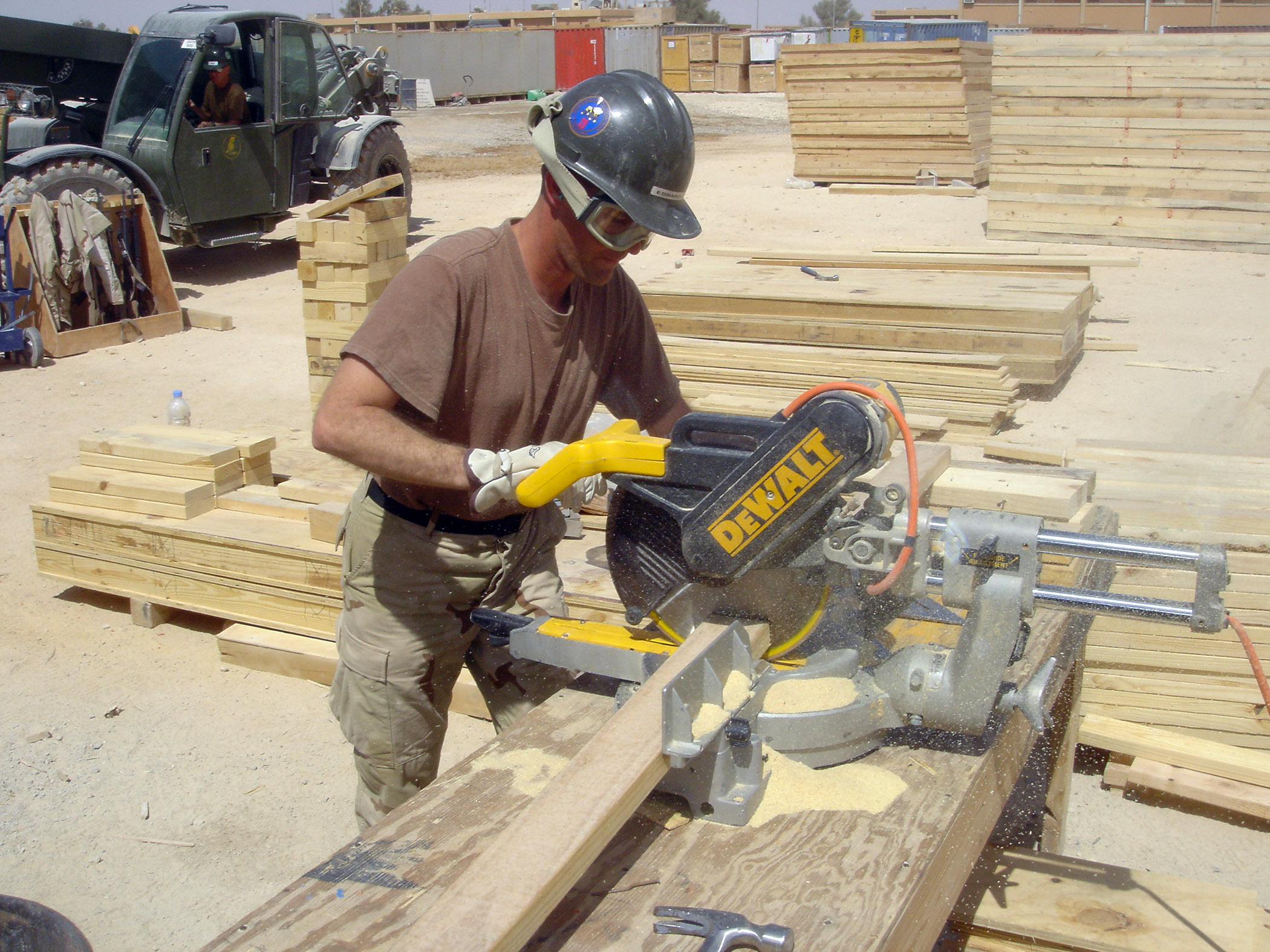
Een afkortzaag met trekfunctie. Uittrekken gebeurt langs de twee stangen aan de rechterzijde.

Een bijzondere versie is de afkortzaag met trekfunctie. Deze heeft een arm die met een simpele beweging naar voren is te brengen. Hierdoor ontstaat een groter zaagbereik, wat voordelig kan zijn bij het zagen van brede materialen zoals planken en plaatmateriaal.
Ook kan een afkortzaag onderdeel zijn van een combinatiezaagmachine. Een combinatiezaag is een afkortzaag, verstekzaag en tafelcirkelzaag in een.
Er bestaan tegenwoordig ook afkortzagen die op lithiumaccu's werken, voor gebruik op plaatsen waar geen netvoeding beschikbaar is. Het vermogen van een dergelijke afkortzaag is een stuk lager dan wanneer deze door netspanning wordt gevoed.